# Легендарная пыль
«Легендарная пыль» — третий студийный альбом российского рэп-исполнителя из Уфы Моргенштерна, выпущенный 17 января 2020 года. Альбом записывался в прямом эфире на видеохостинге YouTube с 6 по 12 января 2020 года.

## Предыстория
О намерении записать альбом в прямом эфире Алишер сообщил 20 декабря 2019 года в клипе на сингл «Yung Hefner». В видеоклипе Моргенштерн рассказал, что написал трек за два часа, и решил записать альбом в январе за одну неделю в прямом эфире. Название альбома взято с интернет-мема, распространившегося в социальных сетях после участия Моргенштерна в ютуб-шоу Данилы «DK» Кашина 30 ноября 2019 года, где музыкант рассказал, что осознал, что «все мы, люди, бесполезная пыль».

## Успех
Альбом стал самым успешным в карьере Моргенштерна, набрав ВКонтакте миллион прослушиваний за первые полчаса релиза и пять миллионов прослушиваний за одиннадцать часов. За первые два дня после релиза альбом прослушали ВКонтакте более 21 миллиона раз, что является рекордом для социальной сети.
23 мая 2020 года Моргенштерн поделился отчётом о прослушиваниях альбома на различных площадках за первый квартал 2020 года: ВКонтакте за январь—март альбом прослушали 280 миллионов раз (с учётом неофициально загруженных песен), на YouTube более 90 миллионов просмотров (с учётом перезаливов), на Spotify два миллиона прослушиваний (до официального запуска Spotify в России), на Apple Music более 33 миллионов прослушиваний; суммарно на всех площадках альбом собрал около 500 миллионов прослушиваний, принеся Алишеру доход в 12 540 368 рублей за 2,5 месяца.
2 сентября Моргенштерн вместе со Slava Marlow получили 22 платиновых диска за все песни с альбома, выданные лейблом Zhara Music.
По итогам 2020 года альбом занял 1 позицию в социальной сети ВКонтакте.

## Отзывы
Данила Головкин из InterMedia дал альбому минимальную оценку 1/10, назвав песни однотипными, дублирующими друг друга как по музыке, так и по смыслу. «Грязный звук, простецкая музыка и тексты чёрт знает о чём», заявил рецензент.

## Список композиций
Все тексты написаны Моргенштерном.
| №                   | Название                                              | Продюсер            | Длительность |
| ------------------- | ----------------------------------------------------- | ------------------- | ------------ |
| 1.                  | «Я пыль»                                              | Slava Marlow        | 1:48         |
| 2.                  | «Съел деда» (совместно с Slava Marlow)                | Slava Marlow        | 1:48         |
| 3.                  | «Четыре украинки»                                     | Slava Marlow        | 2:02         |
| 4.                  | «Е! Банная»                                           | Slava Marlow        | 2:15         |
| 5.                  | «Она - оно»                                           | Slava Marlow        | 1:37         |
| 6.                  | «Красное вино фристайл» (совместно с Frame Tamer)     | Slava Marlow        | 2:51         |
| 7.                  | «Домофон / Чича» (при уч. Frame Tamer и Slava Marlow) | Slava Marlow        | 1:32         |
| 8.                  | «Ратататата» (совместно с Витей АК)                   | Slava Marlow        | 1:58         |
| 9.                  | «Опа»                                                 | Slava Marlow        | 1:59         |
| 10.                 | «Последняя»                                           | Slava Marlow        | 3:01         |
| Общая длительность: | Общая длительность:                                   | Общая длительность: | 20:51        |

## Участники записи
По данным Genius.
- Моргенштерн — основной исполнитель, автор песен
- Slava Marlow — приглашённый исполнитель, продюсер, микширование, мастеринг
- Frame Tamer — приглашённый исполнитель, микширование, мастеринг
- Пламли — микширование, мастеринг
- Витя АК — приглашённый исполнитель

## Чарты
| Чарт (2020)                 | Высшая позиция |
| --------------------------- | -------------- |
| Россия (Apple Music)        | 2              |
| Россия (Google Play Музыка) | 9              |

| Чарт (2020)            | Песня                 | Высшая позиция |
| ---------------------- | --------------------- | -------------- |
| Россия (Apple Music)   | Ратататата            | 1              |
| Россия (Apple Music)   | Четыре украинки       | 10             |
| Россия (ВКонтакте)     | Ратататата            | 1              |
| Россия (ВКонтакте)     | Четыре украинки       | 3              |
| Россия (ВКонтакте)     | Она — оно             | 4              |
| Россия (ВКонтакте)     | Красное вино фристайл | 10             |
| Россия (ВКонтакте)     | Последняя             | 15             |
| Россия (ВКонтакте)     | Я пыль                | 17             |
| Россия (ВКонтакте)     | Съел деда             | 18             |
| Россия (ВКонтакте)     | Е! Банная             | 19             |
| Россия (YouTube Music) | Ратататата            | 9              |
| Россия (YouTube Music) | Я пыль                | 10             |
| Россия (YouTube Music) | Четыре украинки       | 11             |
| Россия (YouTube Music) | Она — оно             | 19             |
| Россия (Яндекс.Музыка) | Ратататата            | 6              |
| Россия (Shazam)        | Ратататата            | 19             |